# Walter Guion
Walter Guion, född 3 april 1849 i Lafourche Parish, Louisiana, död 7 februari 1927 i New Orleans, Louisiana, var en amerikansk demokratisk politiker och jurist. Han representerade delstaten Louisiana i USA:s senat från april till november 1918.
Guion studerade juridik och inledde 1870 sin karriär som advokat i Louisiana. Han arbetade som domare 1888-1900. Han var delstatens justitieminister (Louisiana Attorney General) 1900-1912 och federal åklagare 1913-1917.
Senator Robert F. Broussard avled 1918 i ämbetet. Guion blev utnämnd till senaten fram till fyllnadsvalet senare samma år. Han efterträddes som senator av Edward James Gay.
Guions grav finns på Metairie Cemetery i New Orleans.